# Pachomios

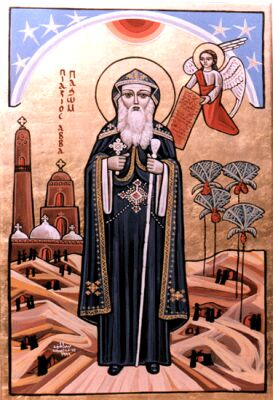
Hl. Pachomios der Große

Pachomios der Ältere, oder der Große (* um 292/298 in Latopolis, Ägypten; † 346 in Pbow) ist ein christlicher Heiliger. Er war ägyptischer Mönch und Gründer der ersten christlichen Klöster. Sein koptischer Name Pahóm bedeutet Königsfalke.
Traditionelle Gedenktage an ihn werden in der koptischen und katholischen Kirche am 9. Mai, in der evangelischen und orthodoxen Kirche sowie von den Trappisten, Zisterziensern und Benediktinern am 15. Mai, in der armenischen Kirche am 28. April begangen.

## Leben
Das Leben des Pachomios ist durch die um 365 entstandene Vita Pachomii überliefert, als deren Verfasser Pachomios’ Lieblingsschüler Theodoros (um 314–368) gilt.
Pachomios wurde als Sohn heidnischer Eltern um 292 in Latopolis (Snê, Oberägypten, heute Esna) geboren. 312 wurde er als Zwanzigjähriger Rekrut im Heer des römischen Kaisers Konstantin. Ohne in den Krieg ziehen zu müssen, wurde er kurze Zeit später wieder aus dem Militärdienst entlassen. Damals erlebte er, wie sich Christen um die sehr schlecht behandelten Rekruten kümmerten. So kam er erstmals mit der christlichen Religion und ihrem Gebot der Nächstenliebe in Berührung. Er ließ sich taufen und schloss sich der christlichen Gemeinde an.
Um 315 wurde Pachomios Schüler des Eremiten Palamon, eines strengen christlichen Asketen. Um 325 gründete er unter Mitwirkung Palamons in Tabennisi, einem verlassenen Dorf beim heutigen Dendera nahe Theben, eine Einsiedlergemeinschaft, die zur Keimzelle des ersten Klosters des Christentums wurde. Bereits um 330, kurz nach dessen Wahl zum Bischof von Alexandria, besuchte Athanasius (um 300–373) die Klöster des Pachomios. Pachomios’ Schwester wurde zeitgleich die erste Leiterin einer ersten weiblichen Klostergemeinschaft.
Pachomios hatte, wie viele frühen Asketen, die Gabe der Vision. Er „stand mit den Engeln im Gespräch“, der Himmel und die Hölle wurden ihm in allen Einzelheiten offenbart. Im Jahr 345 klagte ihn eine Bischofskonferenz wegen Missachtung der Oberhoheit der örtlichen Bischöfe auf der Synode von Latopolis an. Ein Attentat auf Pachomios während dieser Synode (auch Konzil) misslang, er konnte mit seinen Begleitern fliehen. Im Jahr 346 starb Pachomios durch eine Seuche in seinem Kloster in Pbow (heute Ruinen bei Faw Qibli). Sein Grab blieb unbekannt.

## Das Koinobitentum
Im Gegensatz zu dem bereits um 305 von Antonius dem Großen (um 251–356) geschaffenen Anachoretentum (lose Zusammenschlüsse von getrennt lebenden Einsiedlern), gründete Pachomios um 325 bei Tabennisi (Oberägypten) ein Koinobion, das erste Gemeinschafts-Kloster des Christentums. Diese Klostergründung wird in der Legende zurückgeführt auf den Empfang der Engelsregel, einer Tafel, die Pachomios von einem Engel Gottes überreicht wurde und in der die ersten Regeln für das Zusammenleben von Mönchen dargelegt wurden. In Wirklichkeit lag der Hauptbeweggrund für die Klostergründung des Pachomios in der Verachtung, die er für das Anachoretentum spürte; Pachomios sah viele Eremiten scheitern, die den hohen Anforderungen der Wüste und der Einsamkeit nicht gewachsen waren und körperlich und geistig zugrunde gingen. Für die große Menge erkannte der gelernte Soldat Pachomios den Nutzen der Geborgenheit und der hierarchischen Überwachung des Einzelnen im Koinobion.
Im Koinobitentum sind eine größere Anzahl von Mönchen zu einem Leben in räumlicher und asketischer Gemeinschaft unter einheitlicher Leitung und hinter hohen Mauern vereint. Die wesentlichen Merkmale sind die Gemeinsamkeit des Lebensraumes, die Gleichartigkeit der Kleidung und die Unterordnung durch Zucht und Gehorsam. Der Tagesablauf im Kloster beruht auf dem Wechsel von Arbeit und Gottesdienst. Die militärische Ordnung ist nicht zu übersehen: Es herrscht strenge Zucht, Pachomios übt die Prügelstrafe oft selbst aus. Dagegen gibt es eine gute Versorgung der Kranken und Bedürftigen sowie eine Ausbildung für die Jungen. Die strenge Askese der Einsiedler tritt zurück zugunsten eines geregelten Gemeinschaftslebens. Die Mönche sind in ein einfaches, dunkles Gewand gekleidet, das Schema. Es ist mit Lederriemen zusammengebunden, die als Symbol für die Bindung des Mönches an die Gemeinschaft durch sein Gelübde gelten.
Am Ende von Pachomios’ Wirken gab es neun Männer- und zwei Frauenklöster mit über zehntausend Mönchen und Nonnen. Er stand in regem Schriftverkehr mit den Verwaltern seiner Klöster. Dieser Klosterverband war eine große Wirtschaftseinheit, eine Produktivgenossenschaft, deren wirtschaftliche Leitung einem Großökonom genannten Verwalter unterstand, der zweimal im Jahr seine Generalabrechnung vorlegen musste.

## Werk und Wirkung
Als größte geistesgeschichtliche Leistung des Pachomios gilt die Abfassung der ersten Klosterregel des Christentums, „Engelsregel“ genannt; die erste Form in koptischer Sprache stammt aus der Gründungszeit um 325 und wurde später immer wieder erweitert. Um 420 veröffentlichte Palladios (um 364–430) die erste bekannte schriftliche Fassung der Engelsregel in seiner Historia Lausiaca. Sie regelt das Zusammenleben der Mönche in der Gemeinschaft, weniger die Glaubensgrundlagen und die Liturgie. Die Engelsregel des Pachomios ist nicht in der Urfassung erhalten, eine spätere erweiterte Fassung überlieferte auch Hieronymus (347–420).
Sowohl von Antonius als auch von Pachomios wird berichtet, dass sie sich für die Orthodoxie einsetzten und gegen die Arianer und gegen die Theologie des Origenes (um 185–253/54) eingestellt waren. Die Werke des Origenes warf Pachomios in den Nil mit dem Kommentar „Jeder Mensch, der den Origenes liest, fährt in die unterste Hölle.“ Dem Westen wurde die neue Institution vor allem durch Johannes Cassianus (um 360–435) vermittelt. Ohne die Leistungen des Pachomios sind die christlichen Klostergründungen im Osten und Westen des Römischen Reiches des 4. und 5. Jahrhunderts nicht denkbar, zum Beispiel die des Martin von Tours (316/17–397) oder des Basilius von Caesarea (330–379).